# 莎车镇
莎车镇是中华人民共和国新疆维吾尔自治区喀什地区莎车县下辖的一个镇。

## 行政区划
莎车镇下辖以下村级行政区划单位：
库木当社区、亚尔阔恰社区、萨热依库勒社区、丝绸社区、铁热克巴格社区、加罕巴格社区、福利社区、阿纳尔巴格社区、人民路社区、诚信社区、东关社区、铁热克巴格村、库木当村。